# یوهانس اورزیدیل
یوهانس اورزیدیل (انگلیسی: Johannes Urzidil; ۳ فوریهٔ ۱۸۹۶ – ۲ نوامبر ۱۹۷۰) نویسنده، شاعر و مورخ آلمانی-بوهمی بود. پدرش یک آلمانی بوهمی و مادرش یهودی بود.